# Peromyscus keeni
Peromyscus keeni es una especie de roedor de la familia Cricetidae.

## Distribución geográfica
Se encuentra en la Columbia Británica en Canadá y en Alaska y Washington en los Estados Unidos